# 卡斯蒂略德加尔西穆尼奥斯
卡斯蒂略德加尔西穆尼奥斯，是西班牙卡斯蒂利亚-拉曼恰昆卡省的一个市镇。总面积82平方公里，总人口203人（2001年），人口密度2人/平方公里。